# ماتیلد هیدالگو
ماتیلد هیدالگو د دِ پروسِل (لوجا، اکوادور، ۲۹ سپتامبر ۱۸۸۹ - گوایاکیل، اکوادور، ۲۰ فوریه، ۱۹۷۴) نویسنده، پزشک، شاعر، سیاستمدار و کنشگر اهل اکوادور بود. ماتیلد هیدالگو اولین زنی بود که در اکوادور (و آمریکای لاتین) از حق رأی استفاده کرد و همچنین اولین کسی بود که به اخذ دکترای پزشکی نایل شد. هیدالگو برای به رسمیت شناختن حقوق زنان جنگید و اکنون به عنوان یکی از مهم‌ترین زنان تاریخ اکوادور شناخته می‌شود. در جوانی، مهارت خواندن و نوشتن و همچنین نوازندگی پیانو را به دست آورد.
در سال ۱۹۷۳ او بر اثر سکته مغزی فلج شد و در ۲۰ فوریه ۱۹۷۴ در گوایاکیل درگذشت.

## جوایز و افتخارات
- اولین زنی که موفق به اخذ مدرک لیسانس در لوجا و کشور اکوادر شد.
- اولین زن دارای مجوز در پزشکی از دانشگاه کوئنکا
- اولین دکترا در پزشکی از دانشگاه کویتو
- اولین زن حرفه‌ای دانشگاهی در کشور.
- اولین زنی که در آمریکای لاتین رأی داد.
- نخستین معاون زن رئیس شورای شهرداری.
- معاون اول منتخب کنگره.
- معلم، سیاستمدار، شاعر، متخصص، مقام رسمی، همسر، مادر.
- دریافت جایزه ملی شایستگی، توسط فرمان ریاست جمهوری در سال ۱۹۵۶.
- ادای احترام توسط شهر لوجا با اعلام کردن او به نام «زن روشنگر» در سال ۱۹۶۶.
- جایزه ملی شایستگی از وزارت بهداشت عمومی، توسط وزیر بهداشت عمومی اکوادور در سال ۱۹۷۱.
- معاون رئیس‌جمهور در خانه فرهنگ اکوادور[۲]
- رئیس افتخاری صلیب سرخ اکوادور در استان ال اورو